# Erdődy Rudolf
Erdődy Rudolf (Novi Marof, Varasd vármegye, Horvátország, 1883. október 25. – Graz, 1966. október 7.) magyar királyi titkos tanácsos, földbirtokos, felsőházi tag.

## Élete
1883-ban született a horvátországi Novi Marofban, római katolikus vallású földbirtokos családban, idősebb gróf Erdődy Rudolf és felesége, Drasche Lujza grófnő fiaként. Középfokú tanulmányait mint a pozsonyi római katolikus főgimnázium magántanulója végezte és 1902-ben érettségizett. Az első világháborúban a császári és királyi 7. huszárezred tagjaként vett részt és hadnagyi rendfokozatban szerelt le. Katonai érdemeiért elnyerte a II. osztályú ezüst vitézségi érmet, a porosz hadiérmet és a Károly-csapatkeresztet.
Az országgyűlés régi főrendiházának két évig volt tagja; a felsőházba 1936 elején került be behívás alapján, mint az örökös jogú főrendi családok megválasztott képviselőinek egyike. A felsőházban a földművelésügyi bizottságnak volt a tagja, de ezen felül szerepet vállalt néhány társadalmi szervezetben is. Választmányi tagja volt az Első Magyar Általános Biztosító Társaság kormányzó testületének, tagja a Pesti Hazai Takarékpénztár Egyesület felügyelő bizottságának és választott tagja a Tisza–Duna-völgyi Társulatnak.